# Luitpold Dussler
Luitpold Dussler (Monaco di Baviera, 16 luglio 1895 – Monaco di Baviera, 18 dicembre 1976) è stato uno storico dell'arte tedesco.

## Biografia
Dussler studiò storia dell'arte all'Università di Monacoseguendo le lezioni di Heinrich Wölfflin. Qui, nel 1923, conseguì il dottorato con una tesi su Benedetto da Maiano . Durante la prima guerra mondiale prestò servizio come soldato e poi lavorò presso i musei e le collezioni statali della Baviera .
Una borsa di studio dell'Istituto di Storia dell'Arte di Firenze gli consentì il soggiorno in Italia negli anni '20. Nel 1929 ottenne l'abilitazione al TH di Monaco dove, cinque anni dopo fu incaricato come professore associato. Il 1 ottobre 1939 Dussler richiesel'iscrizione al NSDAP in cui fu ammesso il 1 aprile 1940 (numero di iscrizione 7.571.970).  
Nel 1930/31 Dussler e altri storici dell'arte parteciparono agli attacchi contro lo storico dell'arte August Liebmann Mayer, che fu costretto a lasciare il suo incarico.  Dussler non vene mai considerato responsabile di questa persecuzione. Nel dopoguerra il suo crimine passò sotto il silenzio degli studiosi del dipartimento di storia dell'arte quando venne nominato professore ordinario all'Università Tecnica di Monaco nel 1947. Andò in pensione nel 1965.
Dussler si occupò principalmente del Rinascimento in italiano. Tra le sue opere più note vi sono un catalogo  ragionato di Raffaello e una bibliografia di Michelangelo.

## Pubblicazioni
- Michelangelo-Bibliographie 1927–1970 . Harrassowitz, Wiesbaden 1974
- Raffaell, Bruckmann, Monaco 1966
- Die Zeichnungen des Michelangelo, Gebr. Mann, Berlino 1959
- Michelangelo, Groschlattengrün/Opf. 1952
- Das sienesische Madonnenbild, Aschaffenburg 1948
- Francesco Guardi, Monaco 1948
- Sebastiano del Piombo, Basilea 1942
- Italienische Meisterzeichnungen, Francoforte 1938
- Giovanni Bellini, Prestel, Francoforte, 1935; ripubblicato da Schroll, Vienna 1949
- Luca Signorelli : Des Meisters Gemäld, Stoccarda 1927
- Die Incunabeln der deutschen Lithographie, Berlino 1925
- Benedetto da Maiano : Ein Florentiner Bildhauer des späten Quattrocento Schmidt, Monaco 1924